# ایلاوالای
ایلاوالای (به لاتین: Ilavalai) یک منطقهٔ مسکونی در سری‌لانکا است که در ناحیه جفنا واقع شده‌است.